# Bernard Lenoir
Pour les articles homonymes, voir Lenoir.
Bernard Lenoir, né le 13 septembre 1945 à Deauville (Calvados), est un homme de radio français, spécialisé dans le rock indépendant. Son émission, réalisée par Michèle Soulier, était programmée le soir de 22 à 23 heures sur France Inter. Il est parfois surnommé le John Peel français pour avoir adapté la recette du célèbre présentateur de BBC Radio 1.

## Biographie

### Jeunesse
Élevé à Alger par un beau-père distributeur-exploitant de films associé au père d'Yves Saint Laurent, Bernard Lenoir quitte l'Algérie à l'indépendance pour la Côte d'Azur où il officie dès 1963 comme disc-jockey dans la boîte de nuit de l'hôtel familial à Bandol, le Tam Tam. Après la fermeture du club (pour cause de plainte du voisinage) et quelques tentatives comme disc-jockey à Saint-Tropez, il devient le chanteur d'un groupe de surf pop de Menton : Les Radis Beurre. Leur seul 45 tours est aujourd'hui introuvable (Best 122, avril 1987).

### Radio
Bernard Lenoir commence sa carrière sur France Inter comme programmateur musical du Pop-Club de José Artur au début des années 1970. Parallèlement producteur de l'émission Souvenirs, souvenirs (animée par son ami Patrice Blanc-Francard) qui ne diffuse que des oldies des années 1950 et 1960, Cool consacrée à la musique noire américaine des années 1970 ou encore Bananas, la première émission consacrée à la world-music, il prend son indépendance en 1978 en présentant l'émission de musique rock Feedback dont le générique était le titre Eruption, extrait du premier album de Van Halen. Il permet à des auditeurs de gagner le « disque de la semaine » en envoyant sur simple carte postale la liste des titres du disque diffusés durant cinq jours. Au début variée, l'émission popularise Kate Bush, Dire Straits, Moon Martin, The Specials et programme même Bernard Lavilliers avant d'opérer un virage très net vers la new wave dans les années 1980. Parmi les moments forts de cette émission, le 18 décembre 1979, la retransmission du concert de Joy Division aux Bains-Douches. Il s'entoure d'une bande de jeunes branchés parmi lesquels Assaad Debs, Emmanuel de Buretel, Fabrice Coat, Pierre Benain (qui l'informe de l'actualité à Londres), Jackie Berroyer qui intervient dans l'émission, ou encore Jean-François Vallée qui devient son correspondant à New York.
Renvoyé de France Inter fin 1984, Lenoir entame une semi-traversée du désert : il reste présent à la radio par l'intermédiaire de Kodak rock, une émission syndiquée de la bande FM, puis sur Kiss FM tous les soirs de 1987 à 1989 avec K'resses et Kiss à l'œil, et à la télévision avec son émission Rockline, secondé par Hugo Cassavetti, dans Les Enfants du rock. Grâce à Patrice Blanc-Francard, directeur des programmes, Lenoir revient par la grande porte sur Europe 1, en duo avec Laurence Boccolini pendant deux saisons entre 1988 et 1990. Pierre Bouteiller lui proposera de réintégrer France Inter en septembre 1990.

### Recentrage
C'est au lancement du magazine Les Inrockuptibles, avec l'équipe duquel l'animateur entretient toujours des liens de confiance, que l'émission trouve véritablement son style (de « musique pas comme les autres »), et son public. L'émission prend d'ailleurs un long moment un nom (« l'Inrockuptible ») inspiré de celui de ce magazine, avant de devenir tout simplement C'est Lenoir programmée du lundi au vendredi de 21 h 30 (puis 22 heures) à 23 heures jusqu'à son arrêt en 2011.
Le 1er juillet 2011, il annonce à l'antenne son « cas de conscience » : son émission devrait passer à la rentrée prochaine à partir de 23 heures du lundi au jeudi, signifiant par là la fin des sessions en direct et du programme cool du vendredi. Mais surtout Michèle Soulier « ne veut pas se coucher tard », et Lenoir a « du mal à se faire à cette idée » de travailler sans elle, et donc il se « pose beaucoup de questions ».[réf. nécessaire]
Le 25 août 2011, il annonce avoir finalement choisi entre « musique pas comme les autres » et « vivre au grand air », et quitte l'antenne de France Inter.
Le 15 novembre 2011, il est annoncé que les black sessions présentées par Bernard Lenoir feraient leur retour sur l'antenne du Mouv'. Le 25 novembre 2011 lors d'un entretien accordé au supplément Télévision du journal Le Monde, il précise les conditions de ce retour sur les ondes. Finalement, le 13 janvier 2012, Télérama annonce que ce retour des black sessions n'aura pas lieu sur Le Mouv', Patrice Blanc-Francard, le directeur de la station, expliquant qu'il a « tout tenté pour essayer de le faire revenir à Paris, sans succès », tandis que Bernard Lenoir lui-même évoque une situation « douloureuse » .
Depuis la rentrée 2012, il collabore au mensuel TGV Magazine, et sa sélection d'albums est également relayée sur le site de la Fnac.
En mars 2013, il sort, sur le label Parlophone, Bernard Lenoir L'Inrockuptible, une compilation de classiques rock/indé, suivie d'un deuxième volume en décembre 2013. L'Inrockuptible 3 sort en juin 2015, consacré cette fois-ci uniquement à la musique pop française.
Ses archives d'homme de radio sont conservées et consultables aux Archives nationales.